# Thionia variegata
Thionia variegata är en insektsart som beskrevs av Stsl 1864. Thionia variegata ingår i släktet Thionia och familjen sköldstritar. Inga underarter finns listade i Catalogue of Life.